# Dexerra turpis
Dexerra turpis är en insektsart som beskrevs av Walker, F. 1869. Dexerra turpis ingår i släktet Dexerra och familjen vårtbitare. Inga underarter finns listade i Catalogue of Life.